# وي (سلسلة ألعاب)
وي (بالإنجليزية: Wii)‏ هي سلسلة من ألعاب المحاكاة لخامس نظام ألعاب فيديو أطلقته شركة نينتندو ويحمل نفس الاسم. تتميز هذه الألعاب بتصميمها المشترك ، مع وجود عناصر متكررة بما في ذلك أسلوب اللعب غير الرسمي.

## الألعاب

### وي سبورتس
فيها لعبتين وي الرياضية صدرت في عام 2006 وهي الألعاب الأولى في سلسلة وى. فيها وحدة التحكم في جميع الأراضي باستثناء اليابان وكوريا الجنوبية بين نوفمبر 2006 ومايو 2011 أصبحت بعد ذلك متاحة للشراء.و تنطوي اللعبة على البساطة والرسومات البسيطة والتحكم في الحركة.اليوم هي لعبة فيديو الأكثر مبيعا في كل الأوقات.